# Ergothioneïne
Ergothioneïne is een aminozuur dat in schimmels, bepaalde bacteriën, planten, dieren en de mens voorkomt. Het is voor het eerst geïsoleerd uit het sclerotium van de schimmel moederkoorn door de Franse scheikundige Charles Joseph Tanret. De naam van het aminozuur is een combinatie van de Franse naam van het geslacht van deze schimmel, ergot, en van thione, de Franse naam voor een thioketon, een dubbele binding tussen een koolstofatoom en een zwavelatoom.

## Voorkomen
Alleen de schimmelstammen steeltjeszwammen en zakjeszwammen en enkele soorten mycobacteria kunnen dit aminozuur aanmaken uit het aminozuur histidine. Het zwavelatoom wordt dan uit het aminozuur cysteïne betrokken. Planten kunnen het vervolgens uit de bodem halen en dieren krijgen het aminozuur binnen door het eten van deze planten. Het komt voor in menselijke voeding, zoals in lever, nieren, bonen en paddenstoelen. Vooral paddenstoelen kennen de hoge concentraties van dit aminozuur, zoals de champignon met 0,4 mg per gram droge stof en tot wel vijf keer zoveel bij de shiitake en de gewone oesterzwam.
Bij de mens wordt het aminozuur gevonden in concentraties tot twee µmol per liter in onder meer de ooglens, lever, beenmerg en sperma. De ontdekking van het aminozuur in rode bloedcellen was de aanleiding voor veel onderzoek in de twintigste eeuw naar het aminozuur om aandoeningen van deze cellen te behandelen. In mitochondriën bevinden zich de hoogste concentraties van het transporteiwit voor ergothioneïne in het lichaam.

## Stofwisseling in de mens
Mensen en andere zoogdieren zijn zelf niet in staat om ergothioneïne te maken, het behoort tot de zogenaamde essentiële aminozuren. Nadat het via de voeding is binnengekomen, wordt het aminozuur in de darm geabsorbeerd. Het aminozuur kan niet zonder hulp de celmembraan passeren. In zoogdieren heeft het daarom een eigen transportsysteem via een specifiek  ergothioneïnetransporteiwit.
In laboratoriumomstandigheden werkt het aminozuur als een krachtige antioxidant, maar deze werking is nog niet aangetoond in levende organismen. Omdat het aminozuur schadelijke zuurstofradicalen zoals superoxide onschadelijk kan maken in laboratoriumomstandigheden, wordt vermoed dat het waarschijnlijk voor bescherming van wateroplosbare eiwitten in de mitochondriën zorgt. Daarnaast helpt ergothioneïne bij de afbraak van S-nitrosoglutathion in het bloed, de lever en de nieren. Verder zijn er vermoedens dat dat het aminozuur invloed heeft op auto-immuunziekten.
Er zijn momenteel geen verschijnselen bekend die door een tekort van ergothioneïne ontstaan. Er worden vrijwel altijd hoge concentraties van deze stof in weefsels en bloed aangetroffen, wat sommige onderzoekers tot het vermoeden heeft gebracht dat er een nog onopgehelderde aanmaakroute bij zoogdieren bestaat. Daar kunnen echter ook andere mechanismen aan ten grondslag liggen. De stof wordt actief geresorbeerd in de nieren en er komt maar weinig in de urine. De halveringstijd in zoogdieren is ongeveer een maand.

## Rol bij de evolutie van de mens

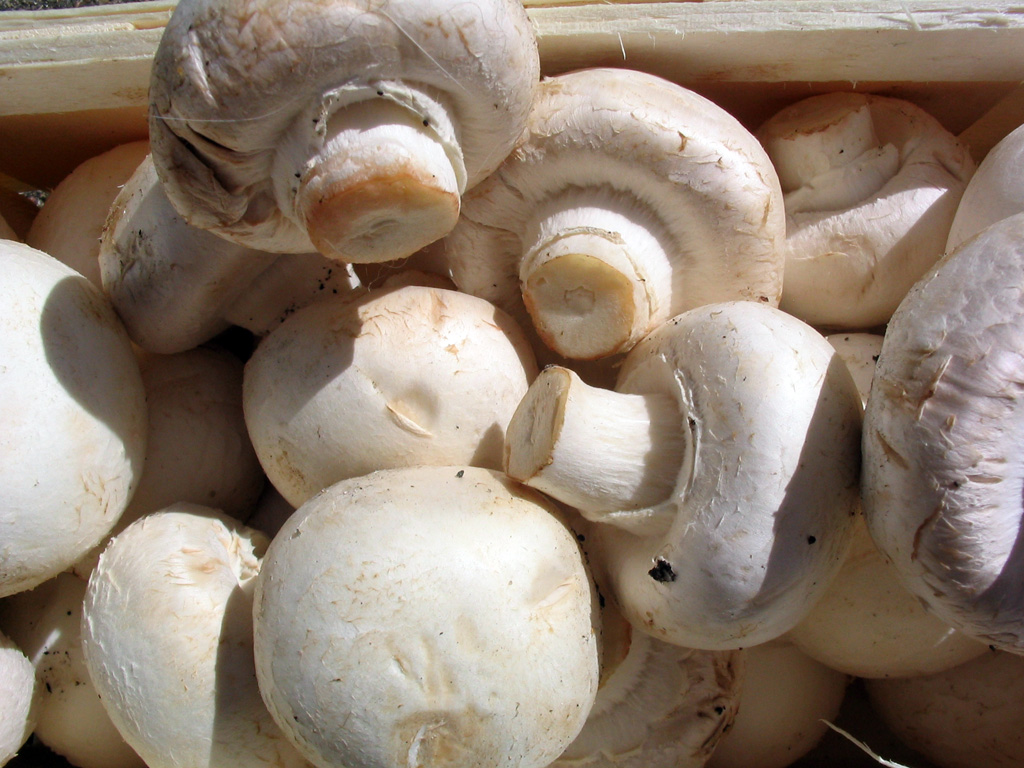
Paddenstoelen zoals de champignon bevatten veel ergothioneïne

Toen de mens overging van jagen en verzamelen naar landbouw, kreeg zij minder ergothioneïne binnen. Een mutatie van het gen dat voor het transporteiwit codeert zorgt voor een soort eiwit dat beschermt tegen een tekort in de cellen.  Deze mensen kregen gunstigere overlevingskansen, waardoor er natuurlijke selectie plaatsvond. Bij de hedendaagse mens komt dit gen veel voor. De keerzijde van deze mutatie is dat dit samengaat met een vergroot risico op colitis ulcerosa, coeliakie en prikkelbaredarmsyndroom.

## Chemische eigenschappen
Vergeleken met het aminozuur histidine heeft ergothioneïne een extra zwavelatoom op de imidazoolring en zijn er drie methylgroepen gebonden aan de amine. Het aminozuur kan chemisch worden aangemaakt. Het molecuul is een tautomeer, waarbij een waterstofatoom op twee plaatsen kan zitten. Bij een fysiologische zuurgraad heeft het zwavelatoom een dubbele binding met koolstof op plaats twee van de imidazoolring. Bij de andere vorm heeft het zwavelatoom zowel een enkele covalente binding met de koolstof op plaats twee van de imidazoolring als met één waterstofatoom, een zogenaamde thiol.